# دوک‌نشین لیوونی
دوک‌نشین لیوونی (لهستانی: Księstwo Zadźwińskie; لیتوانیایی: Livonijos kunigaikštystė؛ لاتین: Ducatus Ultradunensis; لتونیایی: Pārdaugavas hercogiste; استونیایی: Liivimaa hertsogkond; آلمانی: Herzogtum Livland) که همچنین به عنوان لیوونی لهستانی یا لیوونی (لهستانی: Inflanty) نیز شناخته می‌شود، یک منطقه در دوک‌نشین بزرگ لیتوانی و سپس همسود لهستان–لیتوانی بود که از سال ۱۵۶۱ تا ۱۶۲۱ وجود داشت. این منطقه همسان با مناطق امروزی شمال لتونی و جنوب استونی است.